# Бойен (крепость)
Бойен (нем. Feste Boyen, пол. Twierdza Boyen) — прусская крепость из системы фортов в Лётцене (польском Гижицко), построенная между 1847 и 1855 годами. Основная часть комплекса расположена среди Мазурских озёр между Киссензее, самой южной частью Мауэрзее и Лёвентинзее. В настоящее время крепость находится на территории Варминьско-Мазурском воеводстве, Польша.

## История

### XIX век

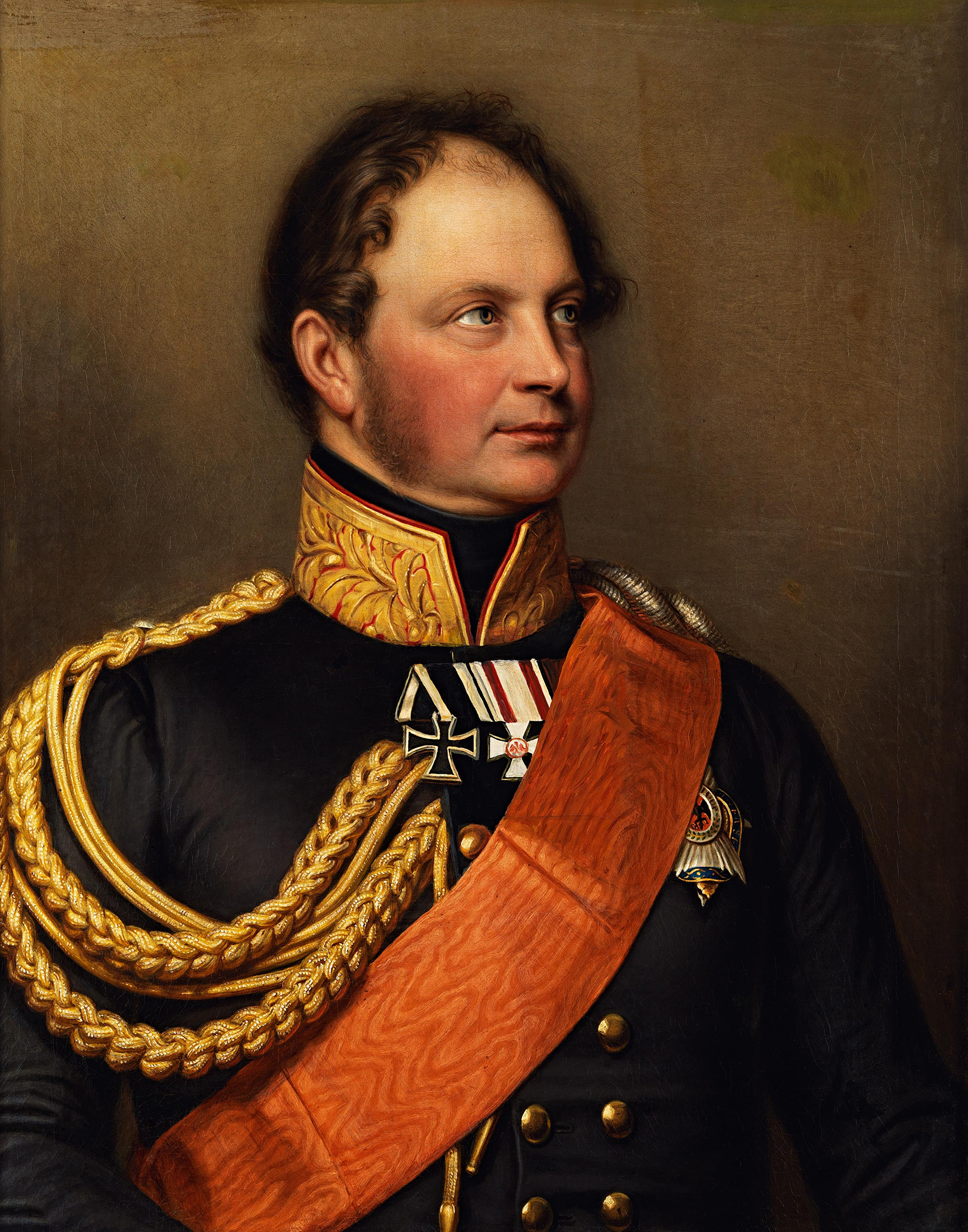
Король Фридрих Вильгельм IV

Сразу после завершения Наполеоновских войн власти Пруссии решили создать систему укрепления на случай вторжения со стороны Российской империи. В восточной части королевства центром оборонительных сооружений должна была стать мощная цитадель, которую решили возвести на узком перешейке среди озёр и болот.
Однако реальные планы по разным причинам отложили до середины XIX века. Наконец военный министр Пруссии Герман фон Бойен (именем которого и была названа крепость) убедил короля Фридриха Вильгельма IV построить одну из самых внушительных крепостей во всей Мазурии около города Лётцен. Окончательное решение было принято в 1841 году. Автором проекта стал генерал и инженер Леопольд фон Брезе-Виняры.
Между 1847 и 1855 годами были возведены бастионы, казематы, казармы и все прочие необходимые сооружения. Центральная часть крепости имеет форму семиконечной звезды. Снаружи она обнесена высокими валами, стенами и рвами. В крепость ведут четверо ворот. Главный вход — двойные Лётценские ворота с подъемным мостом. К комплексу подвели железнодорожную ветку.

### XX век

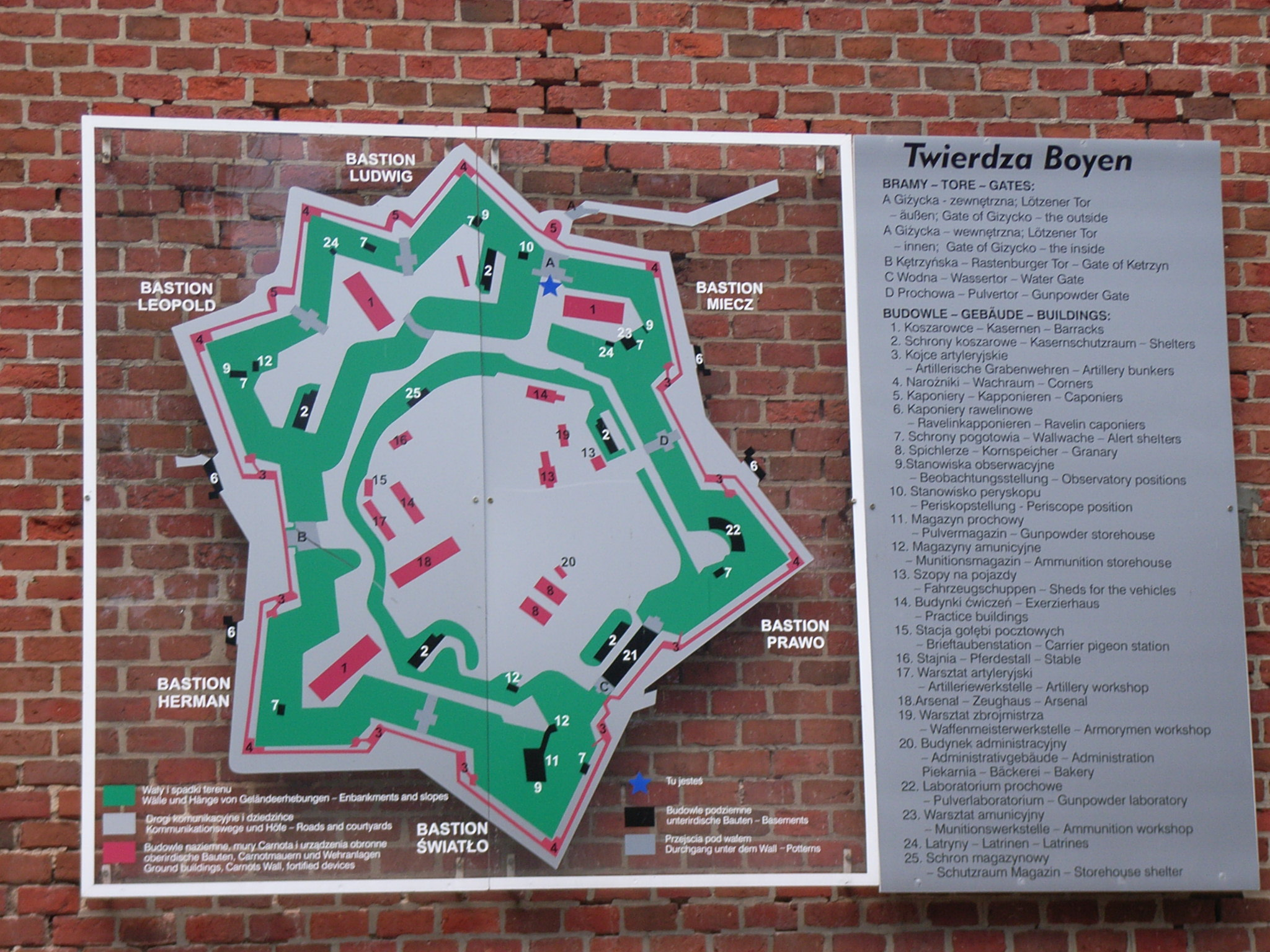
Общий план крепости

Во время Первой мировой войны в августе 1914 года гарнизон крепости состоял из 4000 солдат. Командовал ими генерал Ганс Буссе. В ходе Восточно-Прусской операции к крепости подступили части русской императорской армии, но серьёзную осаду так и не успели начать. Интересно, что гарнизон поддерживал связь с главным командованием с помощью почтовых голубей (птицы уверенно преодолевали огромные расстояния и долетали до Бреслау). После завершения Первой мировой войны крепость признали устаревшей. Часть объектов законсервировали, а в главных зданиях устроили госпиталь и склады.
Во время Второй мировой войны основные боевые действия велись в стороне от крепости Бойен. Основная часть фортификационных объектов почти не пострадала. С 1941 по 1944 год в крепости находился полевой госпиталь. Генерал Франц Гальдер прибыл сюда 10 октября 1941 года для лечения перелома ключицы. После покушения на Адольфа Гитлера 20 июля 1944 года в Волчьем логове, главный ларинголог госпиталя, доктор Гизинг, выезжал в ставку Гитлера для медицинских консультаций. Помимо прочего в Бойене находился центр по работе с пленными советскими офицерами. Например, с 16 июля по 4 сентября 1942 года здесь находился генерал Андрей Власов.
В начале 1945 году немцы без боя оставили Бойен. По итогам войны крепость оказалась на территории Польской народной республики. Поначалу здесь располагались части польской армии. Но позднее здание были переданы в ведение гражданской администрации. Продолжительное время на территории крепости располагалось молодёжное общежитие на 200 мест.
В 1975 году крепость была признана памятником архитектуры. После того, как военные полностью оставили Бойен, укрепления открыли для свободного посещения.
С 1993 года шефство зад объектом взял на себя «Клуб любителей боенских фестивалей (польск. Club Miłośnikow Twierdzy Boyen)». Ассоциация следит за тем, чтобы проводился ремонт и отреставрировация ключевых объектов. Были созданы исторические экспозиции, посвящённые истории крепости, создана инфраструктура для туристов и проложены маршруты осмотров.

## Современное использование
В настоящее время крепость Бойен является одной из самых популярных достопримечательностей Варминьско-Мазурского воеводства. Исторический музей, выставочные галереи и несколько кафе. В течение года на территории комплекса проходят многочисленные культурно-массовые мероприятия и исторические реконструкции. Молодёжное общежитие теперь превращено в выставочную галерею. Проводятся экскурсии. Большинство сооружений отремонтировано и открыто для посещения. За внешними стенами устроен театр под открытым небом.

## Галерея

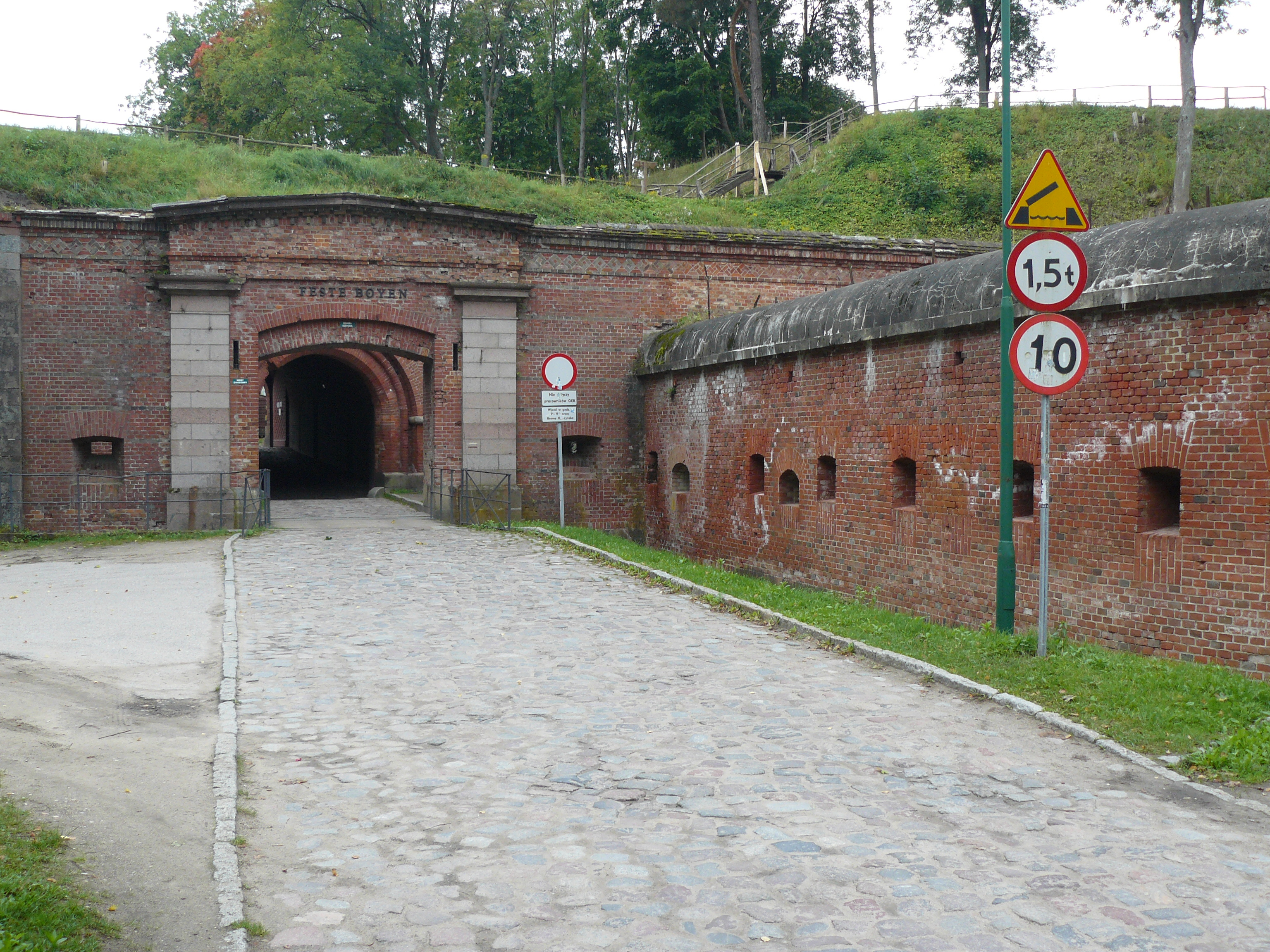
Ворота ведущие в центральную часть крепости
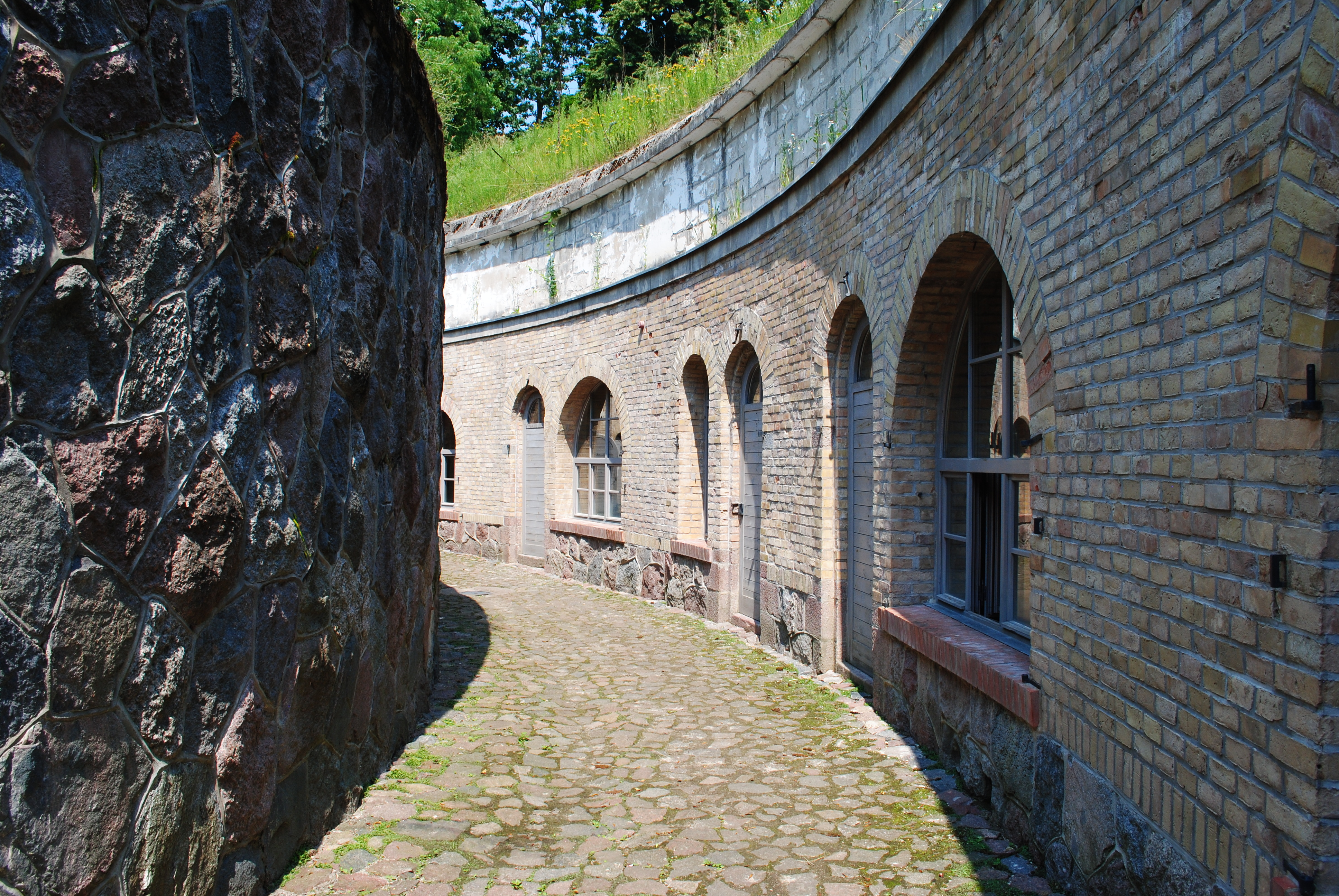
Внутренняя часть цитадели
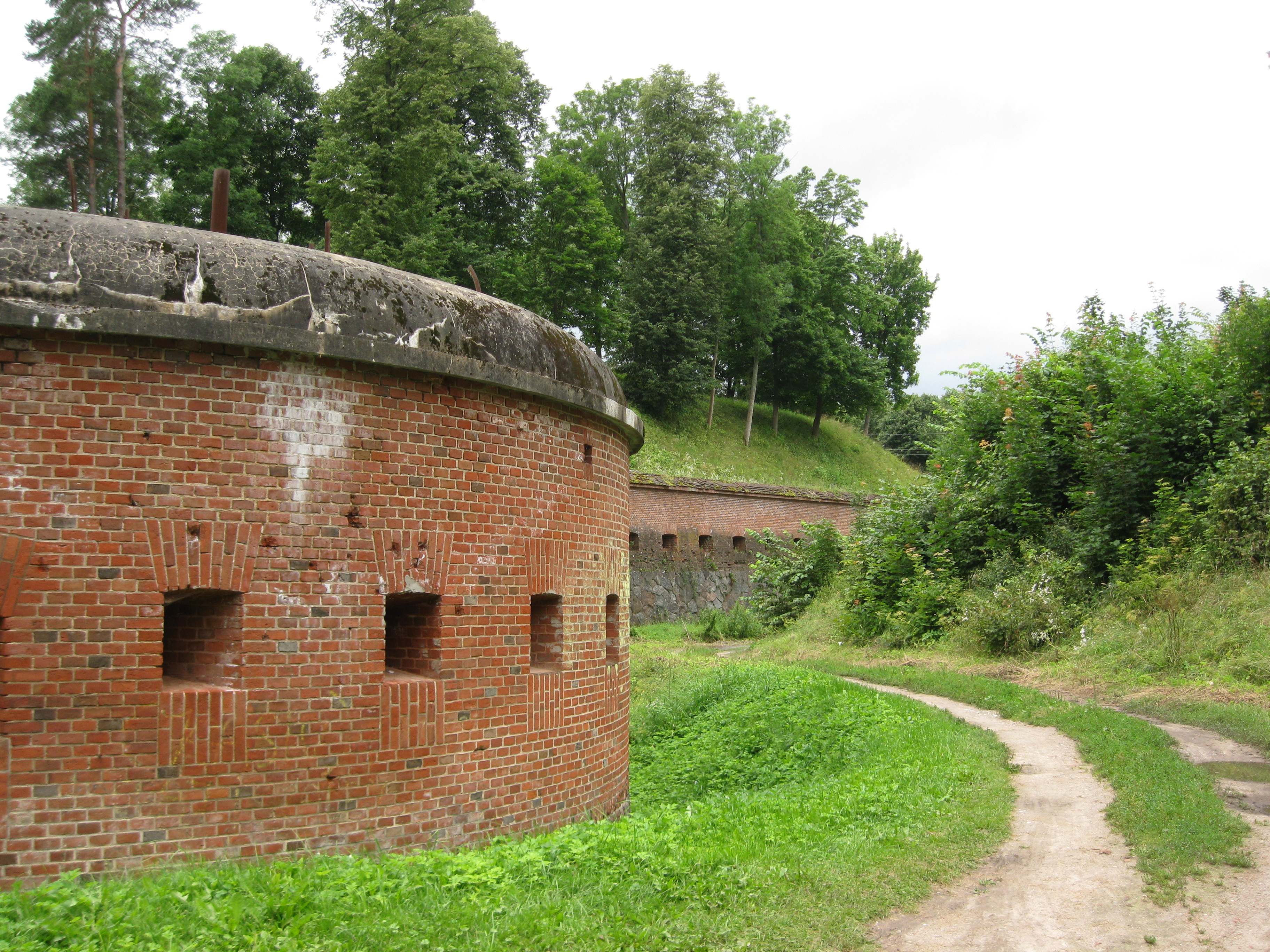
Один из внешних бастионов
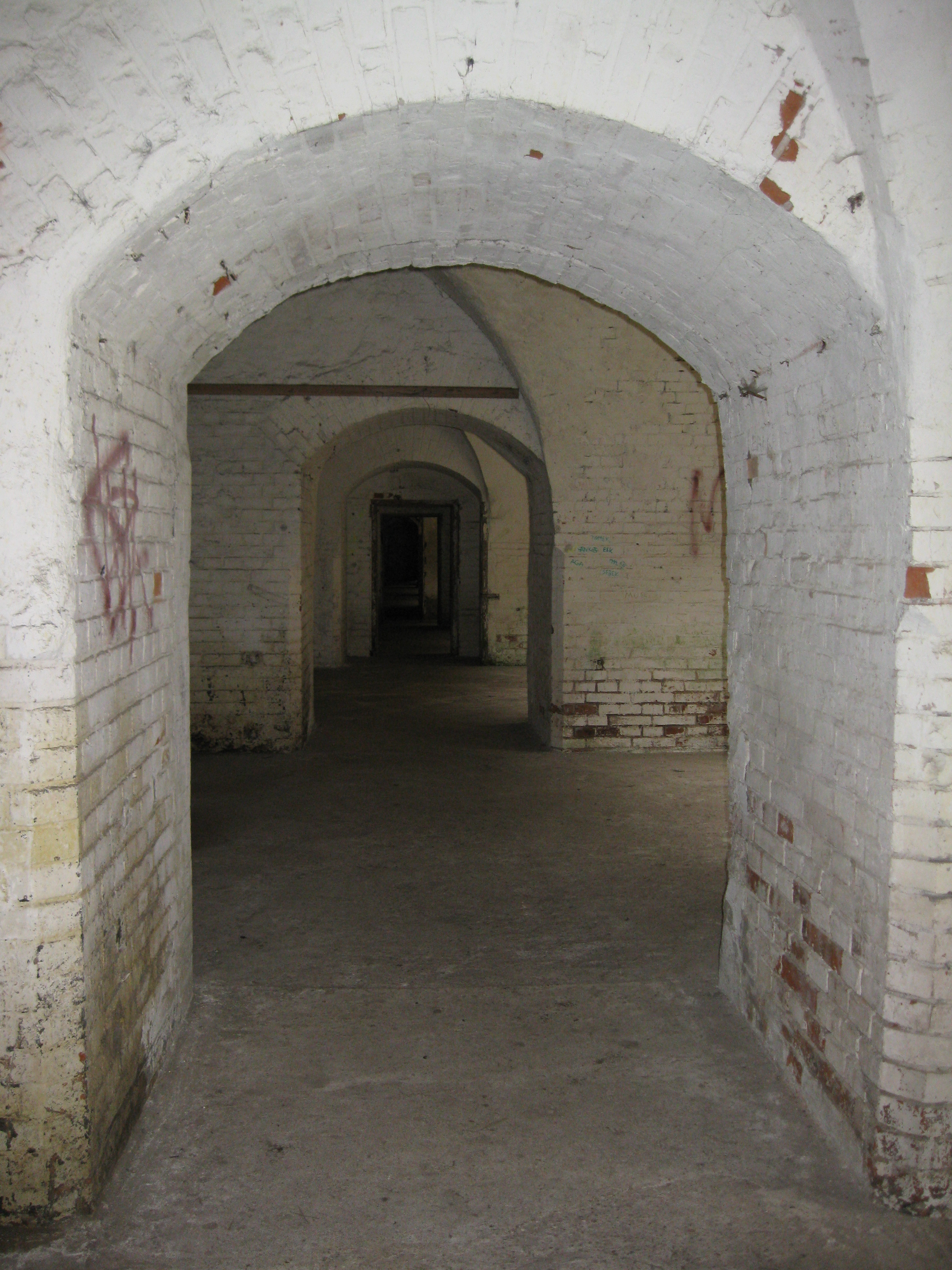
Крепостые казематы
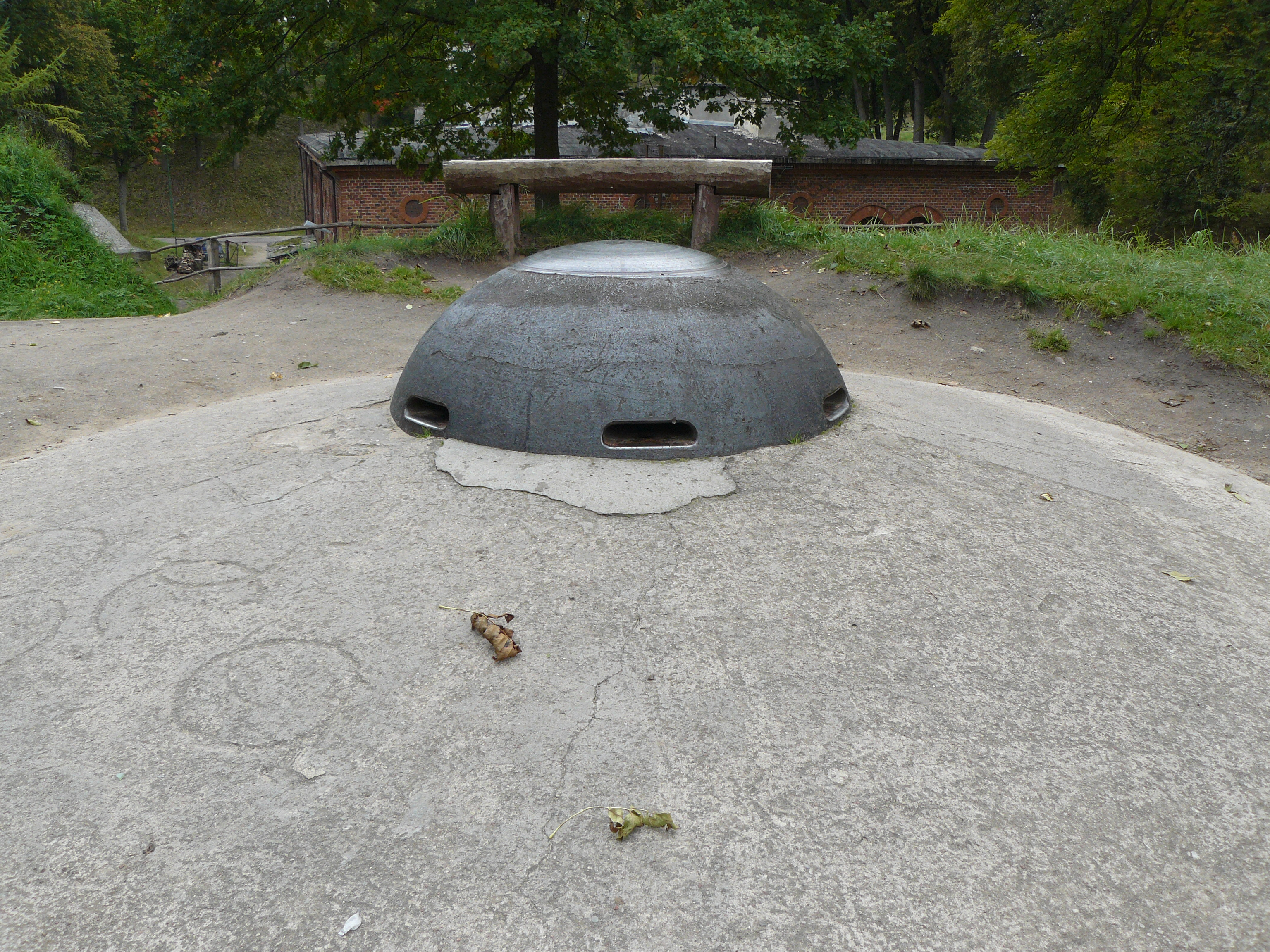
Броневой колпак